# Белоцерковский мир
Белоцерковский мир — мирный договор, заключённый Богданом Хмельницким с польским королём Яном II Казимиром под г. Белая Церковь (действовал до весны 1652 года).
Договор подписан 18 (28) сентября 1651 года, после Берестечского поражения казаков, на следующих условиях:
1. Под властью гетмана Хмельницкого оставалось только Киевское воеводство с г. Чигирин (столица гетмана), этой же территорией ограничивалось землевладения украинских казаков[1].
2. Земли казаков Брацловского и Черниговского воеводств подлежали продаже, а части Запорожского войска оттуда выводились[1].
3. Земли казаков в ВКЛ, также подлежали продаже, а войско выводилось[1].
4. Число реестровых казаков сокращалось до 20.000 человек (½ числа, определенного Зборовским трактатом, в августе 1649), причём казаки обязывались жить только в одних королевских имениях, в воеводстве Киевском, «не касаясь воеводств Брацлавского и Черниговского»[1];
5. Коронное войско не должно стоять в воеводстве Киевском, где будут реестровые казаки;
6. Обыватели воеводств Киевского, Брацлавского и Черниговского вступают во владение своими имениями и пользуются всеми доходами и судопроизводством;
7. Чигирин остаётся при гетмане, который должен состоять под властью гетмана коронного;
8. Евреи могут жить и арендовать земли только в имениях королевских и шляхетских;
9. Гетман обязывается отпустить татарские войска и не вступать в отношения с иностранными государствами.

Так как эти условия ставили казаков почти в то же положение, в каком они находились до 1648 г., и к тому же они одинаково нарушались обеими сторонами — в конце следующего года возгорелась между казаками и поляками ещё более ожесточённая война.